# Шютц, Вильгельм фон
Христиан Вильгельм фон Шютц (нем. Wilhelm von Schütz; 13 апреля 1776, Берлин — 9 августа 1847, Лейпциг) — немецкий писатель, драматург, лирик, публицист, переводчик и редактор мемуаров Казановы (12 томов, 1822—1828) эпохи романтизма.

## Биография
Впервые получил известность, как драматург в 1803 году — автор пьесы «Lacrimas».
В 1817—1818 годах во время посещения Веймара познакомился и подружился с Гёте.
Друг Людвига Тика. В 1822—1828 годах перевёл «Историю моей жизни» Джакомо Казановы для 12-томного немецкого издания мемуаров авантюриста.
Автор многих работ по политическим и философским вопросам, которые в своё время привлекли внимание Йозефа Геббельса. Й. Геббельс во время учёбы в Гейдельбергском университете в 1921 году написал докторскую диссертацию о Вильгельме фон Шютце.
С 1842 по 1846 год редактировал католический журнал «Anticelsus».

## Избранные произведения
- Lacrimas (пьеса, 1803);
- Niobe (пьеса, 1807);
- Der Graf und die Gräfin v. Gleichen (1807);
- Romantische Wälder (1808);
- Der Garten der Liebe (1811);
- Rußland und Deutschland (Россия и Германия) (1819);
- Graf von Schwarzenberg (1819);
- Karl der Kühne (1821);
- Dramatische Wälder (1821);
- Deutschlands Preßgesetz (1821);
- Zur intellectuellen und substantiellen Morphologie (1821—1823);
- Lücken der deutschen Philosophie (1837);
- Über die preußische Rechtsansicht wegen der gemischten Ehen (1839).